# 宝冠章
宝冠章（ほうかんしょう、英：Order of the Precious Crown）は、日本の勲章の一つ。1888年（明治21年）1月4日に制定されて以来、授与対象を女性に限定した唯一の日本の勲章である。
2003年（平成15年）11月3日の栄典制度改正により、それまで授与対象が男性に限定されていた旭日章、桐花章、菊花章が女性にも授与されるようになったため、以後宝冠章は一般の叙勲においては運用されておらず、現在では日本の女性皇族に対する叙勲と、国家元首や皇族・王族などの公式訪問の際に行われる、外国人に対する儀礼叙勲に限定して運用されている。

## 概要
宝冠章は日本における女性向けの勲章として、1888年（明治21年）1月4日に制定された。天皇の名を以て、皇后から授与される。
すでに1875年（明治8年）に旭日章、1876年（明治9年）に大勲位菊花大綬章が国家の勲章として制定されていたが、いずれもその授与対象を男性に限定していたため、国際儀礼上の観点や国民に対する栄典の公平性を図るために、女性向けの勲章の制定が求められた。そこで、男性限定の「旭日章」に対し、女性専用の勲章として制定されたのがこの「宝冠章」である。
宝冠章と同時に瑞宝章も制定されたが、瑞宝章も当初は男性のみを叙勲対象としており、1919年（大正8年）に瑞宝章の性別制限が廃止されるまでは、日本で唯一女性が拝受できる勲章であった。制定時には勲一等から勲五等までが制定され、後の1896年（明治29年）4月13日に勲六等から勲八等までが追加され、以後長らく8等級での運用が行われていたが、2003年（平成15年）11月3日の栄典制度改正により勲七等と勲八等が廃止されて6等級となり、同時に漢数字による勲等の表示が廃止された。

## 意匠

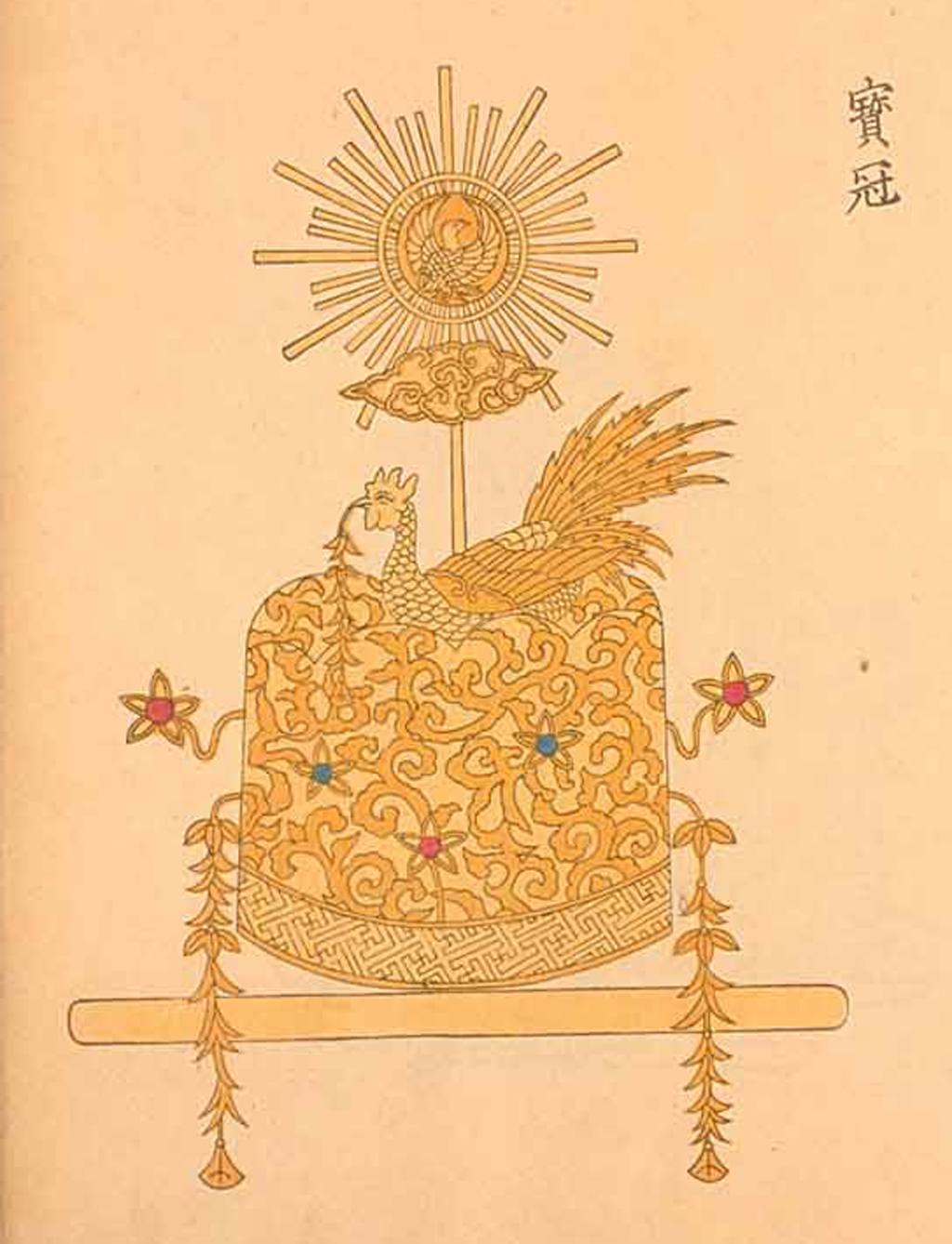
「宝冠図」、松岡辰方『冠帽図会』（1840年）より

章の意匠は、古代の女帝の冠（宝冠）の形状を縦長の楕円に配し、その両脇を竹枝が囲む。大綬章（旧勲一等）の正章から杏葉章（旧勲五等）までには、楕円の内周部と外輪部の縁取りに天然真珠が用いられている。内側の楕円は青、外側の楕円は赤の七宝で彩色され、縁取られた楕円の四方には桜花が配されている。地金は純銀で、大綬章から藤花章（旧勲四等）までは全体が鍍金されている。
ただし、制定から1940年（昭和15年）頃までの勲一等から勲五等の宝冠章は22Kの金を素材としており、1937年（昭和12年）にイギリスのジョージ6世国王の王妃エリザベス（エリザベス2世女王の母）へ贈与されたものが、確認出来るものとしては最後の金製の宝冠章である。
宝冠章の鈕（ちゅう、章と綬の間にある金具）は勲等によってその形状が異なり、大綬章の「桐花」以下、「牡丹」、「白蝶」、「藤花」、「杏葉」、「波光」となっており、旧七等と旧八等には鈕がない。これらの形状はいにしえの宮廷に仕えていた女官の装束の紋様をモチーフとしている。
宝冠章は大綬章のみに専用の副章が用意されている。基本的な七宝の彩色は正章と変わらないものの、中央部のモチーフは宝冠の飾りである鳳凰をクローズアップしたものになっており、形状も円形を中心にした五角形星形の放射状をとる。またその他の勲章における星章（大綬章の副章）のほとんどが約90mmほどの直径を持つなかで、宝冠章の副章に限っては直径67mmと一回り小さいものとなっている。
どの等級の勲章も刻印や七宝は表の面のみに施されている。また現行の日本の勲章の中では、「大勲旌章」または「勲功旌章」の刻印を持たない唯一の勲章でもある。
宝冠章は真珠を使用する点が特徴的だが、特に宝冠大綬章は正章に108個、副章に209個もの天然真珠を使用した極めて豪華なもので、天然真珠は大変に稀少価値が高いものであることから、その製造原価は純金製の大勲位菊花章頸飾に並んで最も高価なものとなっている。このため宝冠章にはその制定以後たびたびこの天然真珠を養殖真珠に代替する提案がなされてきたが、養殖真珠では技術的に極小の真珠を得ることが困難なこと、また逆に大径の養殖真珠は天然真珠と比較して明らかに見劣りするものであることなどに加え、宝冠章の製造個数が他の勲章に比べて非常に少ないことや、今日ではその運用が日本の女性皇族の叙勲と外国の女性王公族などへの贈与に限定された勲章であることなどが考慮された結果、結局こうした置換は実施されることはなく今日に至っている。
綬は黄色の織地に赤の双線が配されている。大綬章は79mm幅の大綬で、女性用のため大綬交差部のロゼットは他の勲章と異なり、欧州の勲章に多く見られるような蝶結状である。牡丹章（旧勲二等）以下の綬は共通で、36mm幅の小綬を蝶結状にしたもの。大綬章は正章大綬を右肩から左脇に垂れ、左胸に副章を佩用する。牡丹章以下は、蝶結状の小綬をもって左胸に佩用する。

### 栄典制度改正による意匠の変更
制定初期の明治時代の物は織り地の色が現在の物より暗く、橙色に近いものだったが、大正時代になると現在と同様の色味に改められた。それ以外の点に関しては特に目立った意匠の変更は無いまま現在に至っており、宝冠章は栄典制度改正後も制定以来の意匠を保持している。 初期の物は欧州の勲章などに見られるような、縦方向に2本伸びたピンをそのまま服地に差し込む佩用形態だったが、比較的早期に安全ピンでの佩用に変わっている。

## 種類
2003年（平成15年）11月3日に、栄典制度改正が行われた。
これにより、「宝冠○○章を授ける」という文章に改正され、それまでの「勲○等に叙し宝冠章を授ける」といった勲等と勲章を区別する勲記及び叙勲制度は廃止された。
なお、改正時の政令附則により、改正前に授与された者は改正後も引き続き勲等・勲章とを分けた状態で有しているものと扱われる。
| 現行の名称（下行は英訳名）・画像                                                                  | 旧制度下の名称 | 改正の要点                                                              |
| ------------------------------------------------------------------------------------------------- | -------------- | ----------------------------------------------------------------------- |
| 宝冠大綬章 Grand Cordon of the Order of the Precious Crown 正章（上）・副章（右下）・略綬（左下） | 勲一等宝冠章   | 漢数字による勲等表示を廃止。 大綬章以外は、鈕の意匠による名称へ改める。 |
| 宝冠牡丹章 The Order of the Precious Crown, Peony 正章（右）と略綬（左）                          | 勲二等宝冠章   | 漢数字による勲等表示を廃止。 大綬章以外は、鈕の意匠による名称へ改める。 |
| 宝冠白蝶章 The Order of the Precious Crown, Butterfly 正章（右）と略綬（左）                      | 勲三等宝冠章   | 漢数字による勲等表示を廃止。 大綬章以外は、鈕の意匠による名称へ改める。 |
| 宝冠藤花章 The Order of the Precious Crown, Wistaria 正章（右）と略綬（左）                       | 勲四等宝冠章   | 漢数字による勲等表示を廃止。 大綬章以外は、鈕の意匠による名称へ改める。 |
| 宝冠杏葉章 The Order of the Precious Crown, Apricot 正章（右）と略綬（左）                        | 勲五等宝冠章   | 漢数字による勲等表示を廃止。 大綬章以外は、鈕の意匠による名称へ改める。 |
| 宝冠波光章 The Order of the Precious Crown, Ripple 正章（右）と略綬（左）                         | 勲六等宝冠章   | 漢数字による勲等表示を廃止。 大綬章以外は、鈕の意匠による名称へ改める。 |
| 正章                                                                                              | 勲七等宝冠章   | 廃止                                                                    |
| 正章                                                                                              | 勲八等宝冠章   | 廃止                                                                    |

## 運用
2003年（平成15年）11月3日の栄典制度改正までは、勲等の序列は旧来の宮中席次に則り、同じ勲等の中では旭日章の下位、瑞宝章の上位に位置づけられていた。そのため、宝冠章の授与対象は「瑞宝章を授与するに値する以上の功労のある女性」とされており、旭日章の女性版とも言える存在であった。旭日章や瑞宝章などと共通の勲等に属する普通勲章であったが、最上位である宝冠大綬章（勲一等）は、日本国においては女性皇族の身位を保持する者にしか授与された事例がなく、特殊な存在であった。
例外として、明治天皇の生母である中山慶子と、大正天皇の生母である柳原愛子に勲一等宝冠章が授与されているが、共に天皇の生母という立場であり、なおかつ国家より皇族に準ずる扱いを受けた者であるため、日本の一般女性で宝冠大綬章（勲一等）を授与された者は現在に至るまで存在しない。
日本の一般女性が授与された宝冠章の最高位は勲二等宝冠章で、奥むめお（元参議院議員、1961年（昭和36年））ら女性政治家や、中根千枝（社会人類学者、1998年（平成10年））ら、勲四等宝冠章の授与としては芸人の内海桂子（1995年（平成7年））ら社会的活躍の著しい女性に授与された事例がある。勲一等に相当する勲章は1965年の中山マサのように男女共に授与された唯一の勲章である瑞宝章が授与されており、女性政治家においても宝冠章の勲一等は直接の縁が無かった。このような叙勲における男女不平等が、後述する栄典制度改革へとつながった。
儀礼による叙勲以外でも、日本国に対して功労のあった外国人に授与された事もある。例としては、皇太子明仁親王などの英語教師を務めたヴァイニング夫人の勲三等宝冠章授章がある。また特筆すべき例としては、元イギリス首相のマーガレット・サッチャーが勲一等宝冠章を授与されたことが挙げられる。外交儀礼による交換ではなく、純粋に個人の功労が評価されて大綬章（勲一等）が授与された非常に希な事例である。
2003年（平成15年）の栄典制度改正以降は、旭日章、桐花章及び菊花章が男女の隔てなく公平に授与されることとなったため、日本人に対しても、外国人に対しても、功労の評価による宝冠章の通常運用は行われなくなった。同年に勲一等格の勲章を叙勲された女性として扇千景と赤松良子がいるが、いずれも旭日大綬章を授与されている。
現在でも国家の正式な勲章の一つとして存続しているが、女性皇族や外国人女性賓客などを対象とした非常に限定的な運用がなされている。

### 外国人に対する儀礼的叙勲での運用

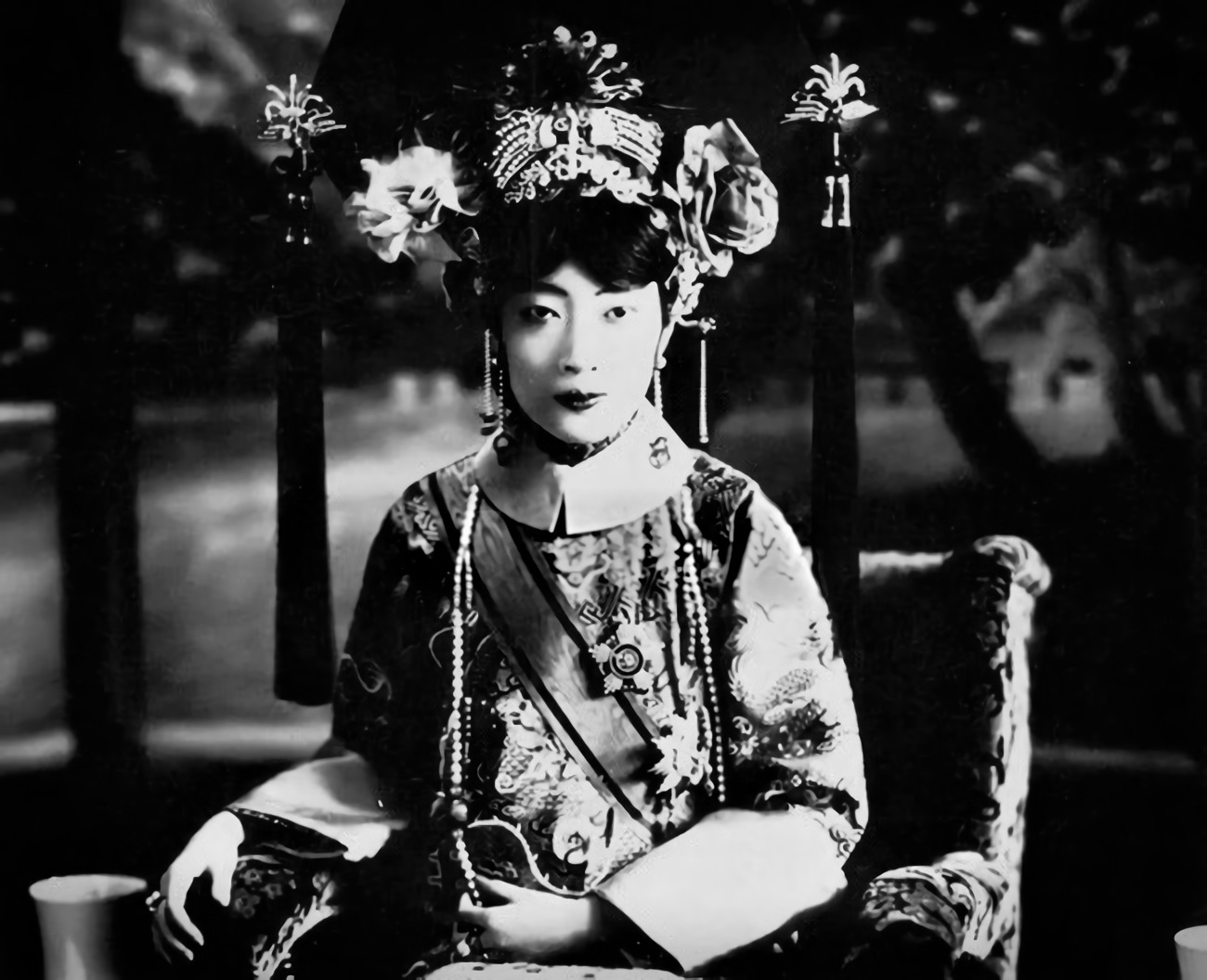
勲一等宝冠章を佩用した満州国皇后婉容

現在では、国賓の来日や皇族の外遊などの際に儀礼的に勲章を交換する儀礼叙勲に用いる勲章として限定した運用がなされている。
このような儀礼叙勲のほとんどの場合は宝冠大綬章（旧：勲一等宝冠章）が用いられ、皇帝、国王、大公、首長、大統領など「国家元首かそれに相当する人物の正式な女性配偶者」が対象になる。従って皇后、王妃、などの王族の身位を持つ者がほとんどであるが、大統領夫人（ファーストレディー）等の国家元首の配偶者には平民である者にも授与される。
また王室を持つ君主国の場合、妃や王女、内親王（英：Princess）などの身位を持つ多くの女性王族は宝冠大綬章（旧：勲一等宝冠章）の授与対象となる。（君主との親等が遠い場合には勲一等瑞宝章などを授与する場合もある）外国王室の女官や政府高官などにも二等、三等などの宝冠章が授与されているのが昭和天皇訪欧の写真集などで確認できる。
1882年（明治15年）2月、当時ハワイ摂政リリウオカラニには、勲一等旭日大綬章が授与されたが、女性への授与を想定しない勲章のため例外的措置だった。その後、リリウオカラニが女王に即位してから、1892年（明治25年）3月に勲一等宝冠章が授与された。このように、制定初期は女王などの元首の称号を有する女性でも一律に勲一等宝冠章が授与されていた。授賞の実例として、リリウオカラニとオランダ女王ウィルヘルミナの二例がある（後掲の表を参照）。
女性国家元首に対する叙勲基準は比較的早期に改定され、「女王」など元首の身位を女性が有している場合は、旧制度時代から現在に至るまで、宝冠章ではなく大勲位菊花大綬章以上の勲章が授与される。授賞の実例として、エリザベス2世 (イギリス女王)、マルグレーテ2世 (デンマーク女王)、コラソン・アキノ（フィリピン大統領）などがいる。
近年では皇太子・王太子等の推定相続人としての称号を持つ女性王族（王太女）に対しても菊花章が授与されるようになった。授賞の実例として、スウェーデン王太女ヴィクトリアなどがいる。
逆に、元首である女性君主や皇太子・王太子などの身位を持つ女性の正式な男性配偶者が王族である場合は大勲位菊花大綬章が授与される。授賞の実例として、デンマーク女王マルグレーテ2世の配偶者であるヘンリク (デンマーク王配)、イギリス女王エリザベス2世の配偶者であるフィリップ (エディンバラ公)などがいる。

### 女性皇族に対する叙勲

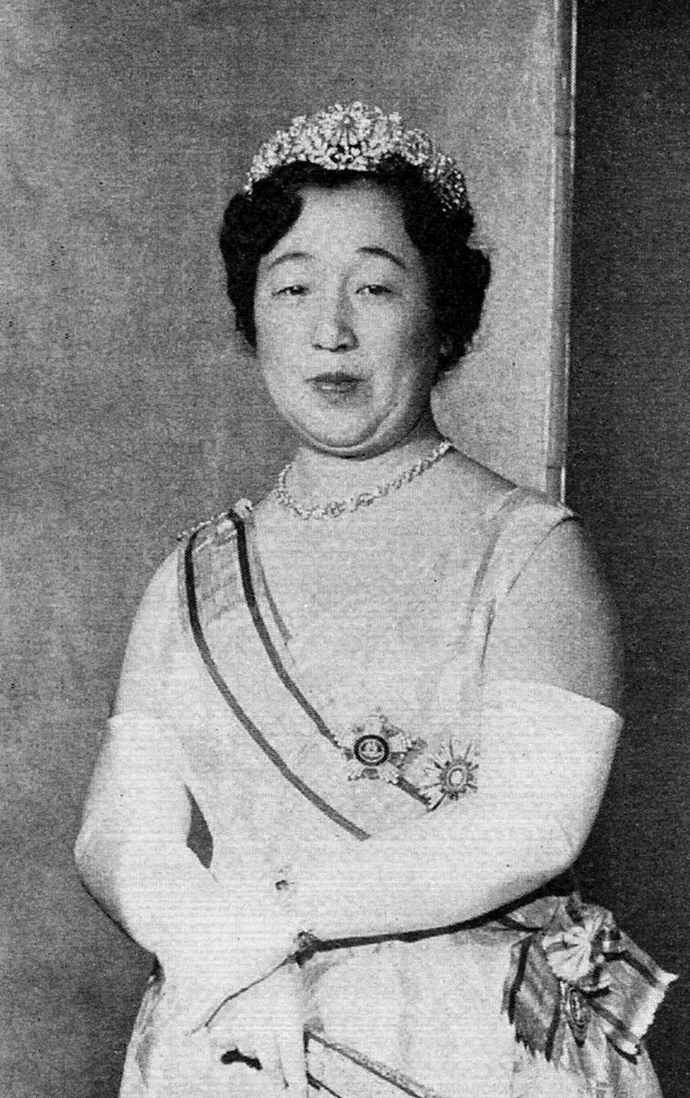
勲一等宝冠章（現：宝冠大綬章）を佩用した香淳皇后。

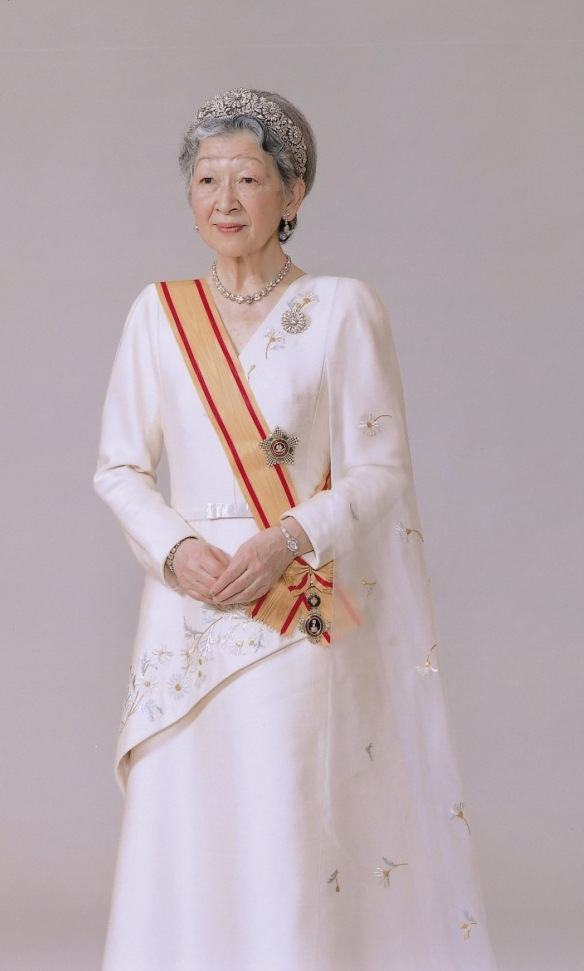
勲一等宝冠章（現：宝冠大綬章）を佩用した上皇后美智子。

皇室典範の法体系に属する「皇族身位令」（明治43年皇室令第2号→昭和22年廃止）では、皇族女子及び婚姻により皇族となった女性の叙勲について、下記の通り定められていた。
- 第八条 皇后ハ大婚ノ約成リタルトキ勲一等ニ叙シ宝冠章ヲ賜フ
- 第十条 皇太子妃皇太孫妃ハ結婚ノ約成リタルトキ勲一等ニ叙シ宝冠章ヲ賜フ
- 第十二条 親王妃ハ結婚ノ礼ヲ行フ当日勲一等ニ叙シ宝冠章ヲ賜フ
- 第十三条 内親王ハ満十五年ニ達シタル後勲一等ニ叙シ宝冠章ヲ賜フ
- 第十五条 王妃ハ結婚ノ礼ヲ行フ当日勲二等ニ叙シ宝冠章ヲ賜フ
- 第十六条 女王ハ満十五年ニ達シタル後勲二等ニ叙シ宝冠章ヲ賜フ

上記の条文に則り皇族に対する叙勲が行われた。女王や王妃として勲二等宝冠章を賜った後、個々の勲功によって勲一等宝冠章に陞叙された女性皇族も多く存在した。
1947年（昭和22年）5月の日本国憲法施行以降も、廃止された皇族身位令をおおよそ踏襲した慣例により以下のような叙勲が行われている。
- 宝冠大綬章（旧：勲一等宝冠章）が授与される場合
  - 皇太子妃が結婚の儀を行う当日
  - 親王妃が結婚の儀を行う当日
  - 内親王が満20歳を迎えた日
- 宝冠牡丹章（旧：勲二等宝冠章）が授与される場合
  - 女王が満20歳を迎えた日

皇后として婚姻した例は旧皇室典範下・日本国憲法下を通じて該当例は無く、また王妃は1947年（昭和22年）10月の11宮家51名の臣籍降下以降存在しないため、いずれも叙勲の例は無い。
旧制度下における勲一等宝冠章の受章者は下記のとおりである。下の表に記した57名はいずれも日本国の皇族、またはそれに準ずる身分として授与されたもので、外国人に対する儀礼叙勲の類は含まれない。

## 受章者一覧
以下に、宝冠大綬章（旧：勲一等宝冠章）受章者及び宝冠牡丹章（旧：勲二等宝冠章）受章者の一覧を掲げる。
なお、2003年（平成15年）の栄典制度改革以後に宝冠白蝶章（旧：勲三等宝冠章）以下が運用された例は存在しない（2020年現在）。

### 勲一等宝冠章（旧）受章者
皇族叙勲
| 氏名（身位及び称号は授章当時のもの） | 受章年月日                 | 備考 | 出典   |
| ------------------------------------ | -------------------------- | --- | ------ |
| 皇后 美子                            | 1888年（明治21年）2月11日  | 公文書での記載では、皇后（昭憲皇太后）は同勲章を「自ら佩用」している。                                                                         | [ 5 ]  |
| 皇太后 夙子                          | 1888年（明治21年）11月1日  | 公文書によれば、英照皇太后は明治天皇ではなく、皇后美子（昭憲皇太后）から親授されている。                                                       | [ 6 ]  |
| 有栖川宮熾仁親王妃 董子              | 1888年（明治21年）11月1日  | 上記同様、皇后からの親授。 | [ 6 ]  |
| 小松宮彰仁親王妃 頼子                | 1888年（明治21年）11月1日  | 同上。 | [ 6 ]  |
| 伏見宮貞愛親王妃 利子女王            | 1888年（明治21年）11月1日  | 同上。 | [ 6 ]  |
| 北白川宮能久親王妃 富子              | 1888年（明治21年）11月1日  | 同上。 | [ 6 ]  |
| 有栖川宮威仁親王妃 慰子              | 1888年（明治21年）11月1日  | 同上。 | [ 6 ]  |
| 伏見宮邦家親王妃 景子                | 1888年（明治21年）11月1日  | 同上。 |        |
| 華頂宮博経親王妃 郁子                | 1888年（明治21年）11月1日  | 同上。 |        |
| 閑院宮載仁親王妃 智恵子              | 1891年（明治24年）11月1日  | 載仁親王との結婚に際し、納采の儀の当日に授与。                                                                                                 |        |
| 小松宮依仁親王妃 八重子              | 1892年（明治25年）7月19日  | |        |
| 小松宮依仁親王妃 周子                | 1898年（明治31年）5月28日  | 依仁親王との結婚に際し、結婚の儀の約4ヵ月後に授与。                                                                                            |        |
| 中山慶子                             | 1900年（明治33年）1月17日  | 明治天皇生母。生前従一位まで昇叙され、政府より国母としての待遇を受ける。                                                                       |        |
| 九条節子                             | 1900年（明治33年）5月9日   | 皇太子嘉仁親王との結婚のため、納采の儀の際に授与。後の貞明皇后。                                                                               |        |
| 山階宮菊麿王妃 範子                  | 1901年（明治34年）11月9日  | 勲二等宝冠章より昇叙。 |        |
| 賀陽宮邦憲王妃 好子                  | 1906年（明治39年）11月3日  | 同上。 |        |
| 伏見宮博恭王妃 経子                  | 1906年（明治39年）11月3日  | 同上。 |        |
| 竹田宮恒久王妃 昌子内親王            | 1908年（明治41年）4月29日  | 恒久王との結婚に際し、結婚の儀の前日に授与。                                                                                                   | [ 7 ]  |
| 北白川宮成久王妃 房子内親王          | 1909年（明治42年）4月29日  | 成久王との結婚に際し、結婚の儀の当日に授与。                                                                                                   | [ 8 ]  |
| 久邇宮邦彦王妃 俔子                  | 1910年（明治43年）2月11日  | 勲二等宝冠章より昇叙。 |        |
| 梨本宮守正王妃 伊都子                | 1910年（明治43年）2月11日  | 同上。 |        |
| 朝香宮鳩彦王妃 允子内親王            | 1910年（明治43年）5月5日   | 鳩彦王との結婚に際し、結婚の儀の前日に授与。                                                                                                   |        |
| 山階宮菊麿王妃 常子                  | 1913年（大正2年）10月31日  | 勲二等宝冠章より昇叙。 | [ 9 ]  |
| 東久邇宮稔彦王妃 聡子内親王          | 1915年（大正4年）5月17日   | 稔彦王との結婚に際し、結婚の儀の翌日に授与。                                                                                                   | [ 10 ] |
| 李王妃 尹氏                          | 1915年（大正4年）11月10日  | 韓国併合により、旧李氏朝鮮・大韓帝国の李王家は王公族として日本の皇族に準ずる扱いを受ける。                                                     | [ 11 ] |
| 皇太子裕仁親王妃 良子女王            | 1922年（大正11年）9月28日  | 皇太子裕仁親王（摂政宮）との結婚のため、納采の儀の際に授与。勲二等宝冠章より昇叙。                                                             |        |
| 山階宮武彦王妃 佐紀子女王            | 1923年（大正12年）9月1日   | 関東大震災被災により薨去。薨去前日付で勲二等宝冠章より昇叙。                                                                                   |        |
| （久邇宮）多嘉王妃 静子              | 1924年（大正13年）1月8日   | 勲二等宝冠章より昇叙。 |        |
| 王世子 李垠妃 方子女王               | 1926年（大正15年）12月21日 | 梨本宮家出身の皇族かつ王族妃。韓国併合により、旧李氏朝鮮・大韓帝国の李王家は王公族として日本の皇族に準ずる扱いを受ける。勲二等宝冠章より昇叙。 |        |
| 秩父宮雍仁親王妃 勢津子              | 1928年（昭和3年）9月28日   | 雍仁親王との結婚に際し、結婚の儀の当日に授与。                                                                                                 |        |
| 李埈公妃 金氏                        | 1928年（昭和3年）12月17日  | 韓国併合により、旧李氏朝鮮・大韓帝国の李王家は王公族として日本の皇族に準ずる扱いを受ける。勲二等宝冠章より昇叙。                               |        |
| 高松宮宣仁親王妃 喜久子              | 1930年（昭和5年）2月4日    | 宣仁親王との結婚に際し、結婚の儀の当日に授与。                                                                                                 |        |
| （伏見宮）博義王妃 朝子              | 1930年（昭和5年）2月11日   | 勲二等宝冠章より昇叙。 |        |
| 賀陽宮恒憲王妃 敏子                  | 1931年（昭和6年）5月27日   | 同上。 |        |
| 李熹公妃 李氏                        | 1934年（昭和9年）4月29日   | 韓国併合により、旧李氏朝鮮・大韓帝国の李王家は王公族として日本の皇族に準ずる扱いを受ける。勲二等宝冠章より昇叙。                               |        |
| 李堈公妃 金氏                        | 1934年（昭和9年）4月29日   | 同上。 |        |
| 久邇宮朝融王妃 知子女王              | 1935年（昭和10年）2月8日   | 勲二等宝冠章より昇叙。 |        |
| （閑院宮）春仁王妃 直子              | 1936年（昭和11年）7月14日  | 同上。 |        |
| 柳原愛子                             | 1940年（昭和15年）2月11日  | 大正天皇生母。大正元年（1912年）より準皇族の待遇を賜る。                                                                                       |        |
| 李鍵公妃 誠子                        | 1941年（昭和16年）10月6日  | 韓国併合により、旧李氏朝鮮・大韓帝国の李王家は王公族として日本の皇族に準ずる扱いを受ける。勲二等宝冠章より昇叙。                               |        |
| 三笠宮崇仁親王妃 百合子              | 1941年（昭和16年）10月6日  | 崇仁親王との結婚に際し、納采の儀の3日後に授与。                                                                                                |        |
| （東久邇宮家）盛厚王妃 成子内親王    | 1943年（昭和18年）10月12日 | 盛厚王との結婚に際し、納采の儀の11日後に授与。                                                                                                 |        |
| 竹田宮恒徳王妃 光子                  | 1944年（昭和19年）5月16日  | 勲二等宝冠章より昇叙。 |        |
| 北白川宮永久王妃 祥子                | 1945年（昭和20年）5月10日  | 同上。 | [ 12 ] |
| 李鍝公妃 賛珠                        | 1945年（昭和20年）5月10日  | 韓国併合により、旧李氏朝鮮・大韓帝国の李王家は王公族として日本の皇族に準ずる扱いを受ける。勲二等宝冠章より昇叙。                               | [ 12 ] |
| 皇太子明仁親王妃 美智子              | 1959年（昭和34年）4月10日  | 皇太子明仁親王との結婚に際し、結婚の儀の当日に授与。戦後、生存者叙勲が停止されていた時期に唯一行われた新規叙勲。                               | [ 13 ] |
| 鷹司和子                             | 1964年（昭和39年）4月29日  | （もと孝宮和子内親王）。民間人へ降嫁し皇籍離脱していたが、 生存者叙勲の再開により内親王の身位を遡って授与。                                    |        |
| 池田厚子                             | 1964年（昭和39年）4月29日  | （もと順宮厚子内親王）。同上。 |        |
| 島津貴子                             | 1964年（昭和39年）4月29日  | （もと清宮貴子内親王）。同上。 |        |
| 甯子内親王                           | 1964年（昭和39年）4月29日  | 生存者叙勲の停止中に内親王として成年していたため、 生存者叙勲の再開に合わせて授章。                                                            |        |
| 常陸宮正仁親王妃 華子                | 1964年（昭和39年）9月30日  | 正仁親王との結婚に際し、結婚の儀の当日に授与。                                                                                                 |        |
| 容子内親王                           | 1971年（昭和46年）11月1日  | 成年皇族となったのに際し、二十歳の誕生日の6日後に授与。                                                                                        |        |
| 寬仁親王妃 信子                      | 1980年（昭和55年）11月7日  | 寬仁親王との結婚に際し、結婚の儀の当日に授与。                                                                                                 |        |
| 高円宮憲仁親王妃 久子                | 1984年（昭和59年）12月6日  | 憲仁親王との結婚に際し、結婚の儀の当日に授与。                                                                                                 |        |
| 紀宮清子内親王                       | 1989年（平成元年）4月18日  | 成年皇族となったのに際し、二十歳の誕生日当日に授与。                                                                                           |        |
| 秋篠宮文仁親王妃 紀子                | 1990年（平成2年）6月29日   | 文仁親王との結婚に際し、結婚の儀の当日に授与。                                                                                                 |        |
| 皇太子徳仁親王妃 雅子                | 1993年（平成5年）6月9日    | 皇太子徳仁親王との結婚に際し、結婚の儀の当日に授与。                                                                                           |        |

外国人叙勲
| 氏名（身位及び称号は授章当時のもの）       | 国名                                 | 受章年月日                 | 備考                                                           | 出典          |
| ------------------------------------------ | ------------------------------------ | -------------------------- | -------------------------------------------------------------- | ------------- |
| ロシア皇后マリア・フョードロヴナ           | ロシア帝国                           | 1889年（明治22年）1月23日  | 戴冠式に際し、伏見宮貞愛親王から捧呈                           | [ 14 ]        |
| スペイン摂政・王太后マリア・クリスティーナ | スペイン王国                         | 1889年（明治22年）2月16日  |                                                                | [ 14 ]        |
| コノート公爵夫人ルイーズ・マーガレット     | イギリス                             | 1890年（明治23年）5月8日   | プロイセン王女                                                 | [ 14 ]        |
| ハワイ女王リリウオカラニ                   | ハワイ王国                           | 1892年（明治25年）3月24日  |                                                                |               |
| デンマーク王妃ルイーセ                     | デンマーク                           | 1892年（明治25年）4月12日  | 金婚式に際し、親書を添えて特命全権公使から捧呈                 | [ 14 ]        |
| ロシア皇后アレクサンドラ・フョードロヴナ   | ロシア帝国                           | 1896年（明治29年）3月7日   | 戴冠式に際し、小松宮彰仁親王から捧呈                           | [ 14 ] [ 15 ] |
| オランダ摂政・王太后エンマ                 | オランダ                             | 1898年（明治31年）6月18日  |                                                                | [ 14 ]        |
| シャム王妃サオワパー                       | シャム                               | 1898年（明治31年）7月18日  |                                                                | [ 14 ]        |
| オーストリア＝ハンガリー皇后エリーザベト   | オーストリア＝ハンガリー帝国         | 1898年（明治31年）9月8日   | ※贈進取り消し（同年9月10日に暗殺されて崩御）                   | [ 14 ] [ 16 ] |
| 西太后                                     | 清                                   | 1899年（明治32年）4月29日  |                                                                | [ 14 ] [ 17 ] |
| オランダ女王ウィルヘルミナ                 | オランダ                             | 1899年（明治32年）8月8日   |                                                                | [ 14 ] [ 18 ] |
| イギリス王妃アレクサンドラ                 | イギリス                             | 1902年（明治35年）4月13日  |                                                                | [ 14 ] [ 19 ] |
| ドイツ皇后アウグステ・ヴィクトリア         | ドイツ帝国                           | 1902年（明治35年）4月13日  |                                                                | [ 14 ]        |
| アストゥリアス女公マリア                   | スペイン王国                         | 1902年（明治35年）6月10日  | アストゥリアス公はスペインの推定相続人の称号。皇后からの贈呈。 | [ 14 ] [ 20 ] |
| マリー・ガブリエーレ                       | バイエルン王国                       | 1903年（明治36年）5月16日  | バイエルン王族、ループレヒト王子妃                             | [ 14 ] [ 21 ] |
| ドイツ皇太子妃ツェツィーリエ               | ドイツ帝国                           | 1905年（明治38年）3月28日  | 皇后からの贈呈。                                               | [ 14 ] [ 22 ] |
| イギリス王太子妃ヴィクトリア・メアリー     | イギリス                             | 1905年（明治38年）3月28日  | 皇后からの贈呈。                                               | [ 14 ] [ 22 ] |
| スペイン王妃ビクトリア・エウヘニア         | スペイン王国                         | 1907年（明治40年）12月24日 |                                                                | [ 14 ] [ 23 ] |
| イタリア王妃エレナ                         | イタリア王国                         | 1909年（明治42年）6月11日  |                                                                | [ 14 ] [ 24 ] |
| エリーザベト                               | メクレンブルク＝シュヴェリーン大公国 | 1910年（明治43年）6月16日  | ドイツ王侯家、ヨハン・アルブレヒト・ツー・メクレンブルクの夫人 | [ 14 ]        |

### 宝冠大綬章受章者
皇族叙勲
| 氏名（身位及び称号は授章当時のもの） | 受章年月日                 | 備考                                                                          |
| ------------------------------------ | -------------------------- | ----------------------------------------------------------------------------- |
| 眞子内親王                           | 2011年（平成23年）10月23日 | 成年皇族となったのに際し、二十歳の誕生日当日に授与。                          |
| 佳子内親王                           | 2014年（平成26年）12月29日 | 成年皇族となったのに際し、二十歳の誕生日当日に授与。                          |
| 愛子内親王                           | 2021年（令和3年）12月1日   | 成年皇族となったのに際し、二十歳の誕生日の4日後に授与（受章日は誕生日当日）。 |

外国人叙勲
| 氏名（身位及び称号は贈与当時のもの）                                                                      | 受章年月日                 | 備考                                                                         |
| --- | -------------------------- | ---------------------------------------------------------------------------- |
| ハミナ（ 第14代マレーシア国王アブドゥル・ハリム・ムアザム・シャー妃）                                     | 2012年（平成24年）12月7日  | 同年10月の国賓としての訪日に伴う贈与。                                       |
| ヴァレリー・トリールヴァイレール（ フランス共和国ファーストレディ、フランソワ・オランド同国大統領の内妻） | 2013年（平成25年）5月31日  | 同年6月の国賓としての訪日に伴う贈与。                                        |
| マクシマ・ソレギエタ（ オランダ国王ウィレム＝アレクサンダー妃）                                           | 2014年（平成26年）10月24日 | 同年10月の国賓としての訪日に伴う贈与。                                       |
| マティルド・デュデケム・ダコ（ ベルギー国王フィリップ妃）                                                 | 2016年（平成28年）10月4日  | 同年10月の国賓としての訪日に伴う贈与。                                       |
| マリア・テレサ（ ルクセンブルク大公アンリ妃）                                                             | 2017年（平成29年）11月21日 | 同年11月のアンリ大公およびアレクサンドラ大公女の国賓としての訪日に伴う贈与。 |
| ジャンジャ・ルーラ・ダ・シルヴァ（）ブラジル大統領ルイス・イナシオ・ルーラ・ダ・シルヴァ夫人              | 2025年（令和7年）3月18日   | 同年3月の国賓としての訪日に伴う贈与。                                        |

### 勲二等宝冠章（旧）受章者
皇族叙勲
| 氏名（身位及び称号は授章当時のもの） | 受章年月日                 | 備考                                                                                       | 出典   |
| ------------------------------------ | -------------------------- | ------------------------------------------------------------------------------------------ | ------ |
| 武子女王                             | 1911年（明治44年）4月11日  | 保科正昭との結婚に際し、授与。                                                             | [ 37 ] |
| 茂子女王                             | 1914年（大正3年）1月12日   | 黒田長礼との結婚に際し、授与。                                                             | [ 38 ] |
| 由紀子女王                           | 1914年（大正3年）3月26日   | 町尻量基との結婚に際し、授与。                                                             | [ 39 ] |
| 季子女王                             | 1914年（大正3年）7月17日   | 没後受勲。                                                                                 | [ 40 ] |
| 拡子女王                             | 1915年（大正4年）7月18日   | 二荒芳徳との結婚に際し、授与。                                                             |        |
| 李埈公妃 金氏                        | 1915年（大正4年）11月10日  | 韓国併合により、旧李氏朝鮮・大韓帝国の李王家は王公族として日本の皇族に準ずる扱いを受ける。 | [ 11 ] |
| 恭子女王                             | 1915年（大正4年）8月23日   | 安藤信昭との結婚に際し、授与。                                                             | [ 41 ] |
| 寛子女王                             | 1923年（大正12年）9月1日   | 没後受勲。                                                                                 | [ 42 ] |
| 智子女王                             | 1924年（大正13年）4月12日  | 大谷光暢との結婚に際し、授与。                                                             |        |
| 信子女王                             | 1924年（大正13年）11月17日 | 三条西公正との結婚に際し、授与。                                                           |        |
| 規子女王                             | 1926年（大正15年）11月26日 | 広橋真光との結婚に際し、授与。                                                             |        |
| 華子女王                             | 1926年（大正15年）12月10日 | 華頂博信との結婚に際し、授与。                                                             |        |
| 紀久子女王                           | 1931年（昭和6年）5月6日    | 鍋島直泰との結婚に際し、授与。                                                             |        |
| 美年子女王                           | 1933年（昭和8年）1月13日   | 立花種勝との結婚に際し、授与。                                                             |        |
| 禮子女王                             | 1934年（昭和9年）3月22日   | 佐野常光との結婚に際し、授与。                                                             |        |
| 佐和子女王                           | 1934年（昭和9年）12月17日  | 東園基文との結婚に際し、授与。                                                             |        |
| 朝香宮孚彦王妃 千賀子                | 1938年（昭和13年）12月16日 | 朝香宮孚彦王との結婚に際し、結婚の儀の当日に授与。                                         | [ 43 ] |
| 恭仁子女王                           | 1939年（昭和14年）3月23日  | 二条弼基との結婚に際し、授与。                                                             |        |
| 多恵子女王                           | 1941年（昭和16年）4月7日   | 徳川圀禎との結婚に際し、授与。                                                             |        |
| 湛子女王                             | 1941年（昭和16年）10月23日 | 大給義龍との結婚に際し、授与。                                                             |        |
| 美智子女王                           | 1943年（昭和18年）12月28日 | 徳大寺斉定との結婚に際し、授与。                                                           |        |
| 正子女王                             | 1945年（昭和20年）4月19日  | 龍田徳彦との結婚に際し、授与。                                                             | [ 44 ] |
| 彬子女王                             | 2001年（平成13年）12月20日 | 成年皇族となったのに際し、二十歳の誕生日当日に授与。                                       |        |
| 瑶子女王                             | 2003年（平成15年）10月25日 | 成年皇族となったのに際し、二十歳の誕生日当日に授与。                                       |        |

外国人叙勲
| 氏名（身位及び称号は贈与当時のもの） | 国名           | 受章年月日                 | 備考                                                   | 出典   |
| ------------------------------------ | -------------- | -------------------------- | ------------------------------------------------------ | ------ |
| マハセンテ・ハブテ・マリアム         | エチオピア帝国 | 1960年（昭和35年）11月15日 | ハイレ・セラシエ1世の第3男子サーレ・セラシエ皇子の妃。 | [ 45 ] |
| サラ・ギザウ                         | エチオピア帝国 | 1961年（昭和36年）2月28日  | ハイレ・セラシエ1世の第2男子マコンネン皇子の妃。       | [ 46 ] |

### 宝冠牡丹章受章者
皇族叙勲
| 氏名（身位及び称号は授章当時のもの） | 受章年月日                | 備考                                                 |
| ------------------------------------ | ------------------------- | ---------------------------------------------------- |
| 承子女王                             | 2006年（平成18年）3月8日  | 成年皇族となったのに際し、二十歳の誕生日当日に授与。 |
| 典子女王                             | 2008年（平成20年）7月22日 | 成年皇族となったのに際し、二十歳の誕生日当日に授与。 |
| 絢子女王                             | 2010年（平成22年）9月15日 | 成年皇族となったのに際し、二十歳の誕生日当日に授与。 |

外国人叙勲
| 氏名（身位及び称号は授章当時のもの） | 国名           | 受章年月日                 | 備考                                                     | 出典 |
| ------------------------------------ | -------------- | -------------------------- | -------------------------------------------------------- | ---- |
| アレクサンドラ・ド・リュクサンブール | ルクセンブルク | 2017年（平成29年）11月21日 | 同年11月、父アンリ大公とともに国賓としての訪日に伴う贈与 | 。   |